# Lucrezia Tornabuoni

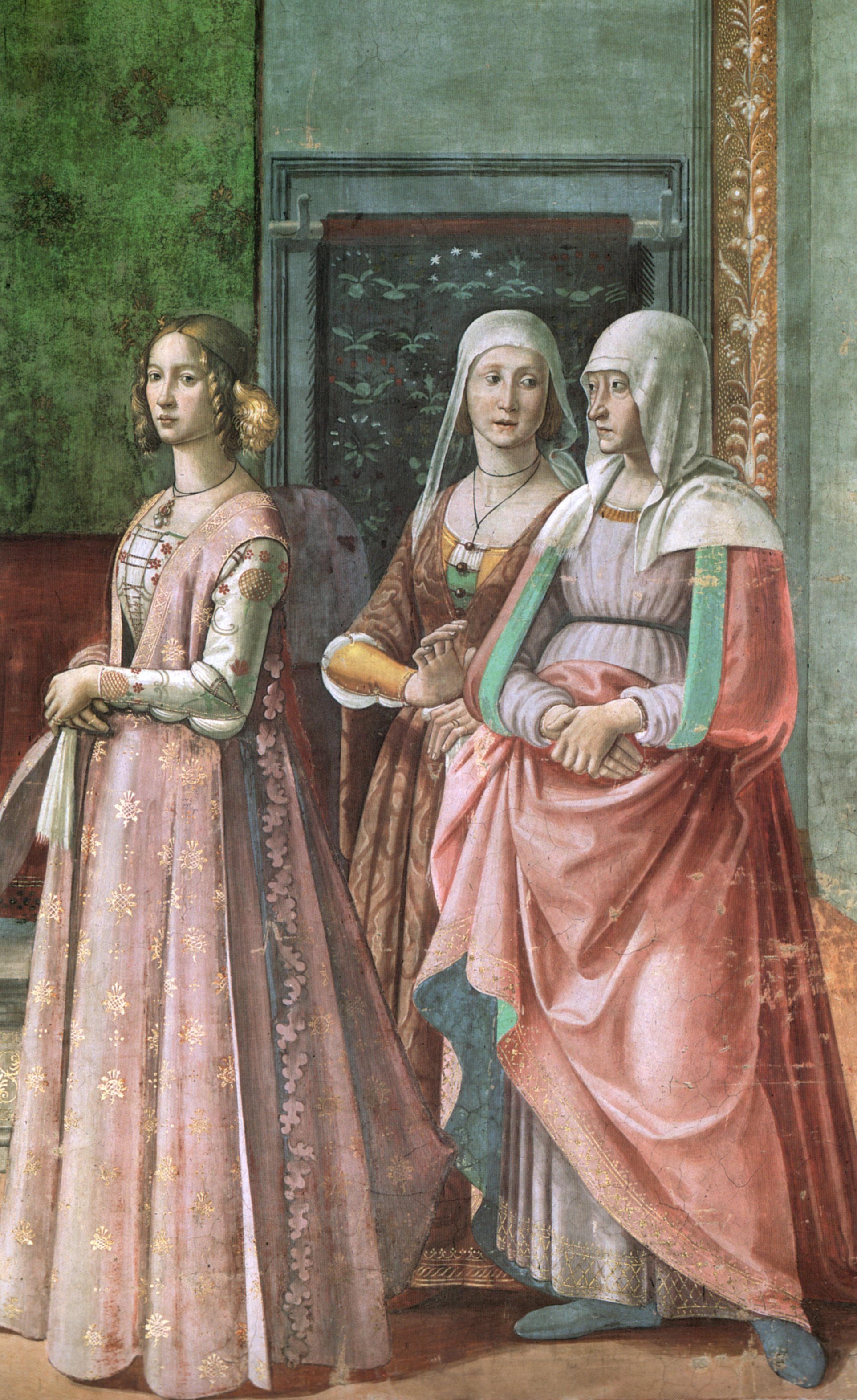
Domenico Ghirlandaio, tre donne, dettaglio dalla Nascita del Battista, Cappella Tornabuoni, Santa Maria Novella, Firenze (Lucrezia, sorella del committente Giovanni Tornabuoni, è quella più anziana sulla destra)

Lucrezia Tornabuoni (Firenze, 22 giugno 1427 – Firenze, 28 marzo 1482) è stata una poetessa italiana, figlia di Francesco Tornabuoni e della sua seconda moglie, Marianna Guicciardini, detta "Nanna", o della terza, Francesca Pitti, moglie di Piero di Cosimo de' Medici e quindi madre di Lorenzo il Magnifico.

## Biografia
Amica di personaggi come Luigi Pulci (che la celebrò nel canto XXVIII del Morgante)  e Agnolo Poliziano, si sposò con il figlio di Cosimo de' Medici Piero nel 1444, un uomo altrettanto intelligente e amante delle arti e della cultura, di nove anni più anziano di lei. La famiglia Tornabuoni infatti era stata tra quelle della fazione medicea che avevano aiutato Cosimo a tornare a Firenze dopo l'esilio, e il matrimonio tra i due suggellò questa alleanza.
La coppia ebbe in tutto sette figli, ai quali fu profusa una cultura di primo livello, scegliendo per loro precettori esperti di lettere classiche, filosofia e affari di conto e di politica che instillassero nelle loro proli gli ideali di bellezza e di uomo nuovo rinascimentale.
Fu grazie al suo diretto impegno, facendosi accettare nelle corti romane, che scelse una moglie per il primogenito Lorenzo, quella Clarice Orsini che per la prima volta portava del sangue nobile in famiglia nonché una provvidenziale alleanza tra Medici e Orsini, che sarebbe stata particolarmente preziosa in futuro, per ottenere la prima porpora cardinalizia, per suo nipote Giovanni, diventato poi papa Leone X. Col senno di poi, la politica matrimoniale messa in atto da Lucrezia fu uno di quegli atti che ebbero maggior importanza nella storia familiare, le cui conseguenze nel lungo periodo favorirono le carriere ecclesiastiche di alcuni Medici garantendo ricchezza e prestigio alla famiglia nei secoli a venire.
Lucrezia scrisse numerose lettere durante i suoi soggiorni romani che ci sono pervenute. In esse traspare la sua mentalità da mercante quando si tratta di cercare una sposa per Lorenzo. Una volta conosciuta Clarice ne descrisse pregi e difetti al marito, come in un'arida contrattazione mercantile.
Dal suo epistolario (in tutto 49 lettere scritte tra il 1446 e il 1478) inoltre conosciamo la vita mondana e le feste che si svolgevano a Firenze, oltre alla condizione delle donne fiorentine, che godevano di una certa libertà. Piero le aveva anche dato il compito di occuparsi della distribuzione delle elemosine ai bisognosi, alle quali essa aggiungeva alcuni profitti derivati da suoi affari: compravendita di terreni, finanziamento di mercanti e artigiani, eccetera. Tra i beneficiari delle sue elargizioni troviamo conventi di suore, donne meritevoli ma senza dote, clero minuto. Queste opere erano anche uno dei motivi del sostegno popolare al partito mediceo, che più di una volta si rivelò cruciale nella loro storia politico-familiare. In una delle sue lettere troviamo scritto che quello che è bene per Firenze e la Toscana, lo è anche per la famiglia Medici.
Lucrezia scrisse diversi sonetti, che lesse a famosi poeti, confrontandoli con le loro composizioni. Di queste opere non si conosce la datazione certa. Il Poliziano le descrisse come "laudi, sonetti e trinari" e le lesse personalmente. Di lei ci rimangono cinque poemi a tema biblico (le Storie sacre, dedicate a Susanna, Tobia, Giuditta, Ester e Giovanni il Battista), otto laudi (inni per musica sacra popolare) e una canzone in vernacolo, ispirata alle opere di quei poeti che Lucrezia e suo marito protessero. Lucrezia è in assoluto la prima donna nella cultura occidentale ad occuparsi di biografie di personaggi biblici e in particolare di figure femminili nella Bibbia, che anche Boccaccio nel suo De mulieribus claris aveva largamente ignorate. Si deve a lei inoltre la Cappella della Visitazione nella chiesa di San Lorenzo a Firenze.
Morì pochi anni dopo la Congiura dei Pazzi, che l'aveva vista fermamente schierata accanto al figlio Lorenzo.
Di lei ci rimangono numerosi ritratti eseguiti dai migliori artisti del Rinascimento: Sandro Botticelli (che forse la ritrasse come Madonna nella Madonna del Magnificat), Domenico Ghirlandaio, Filippino Lippi, eccetera.

## Ritratti e omaggi

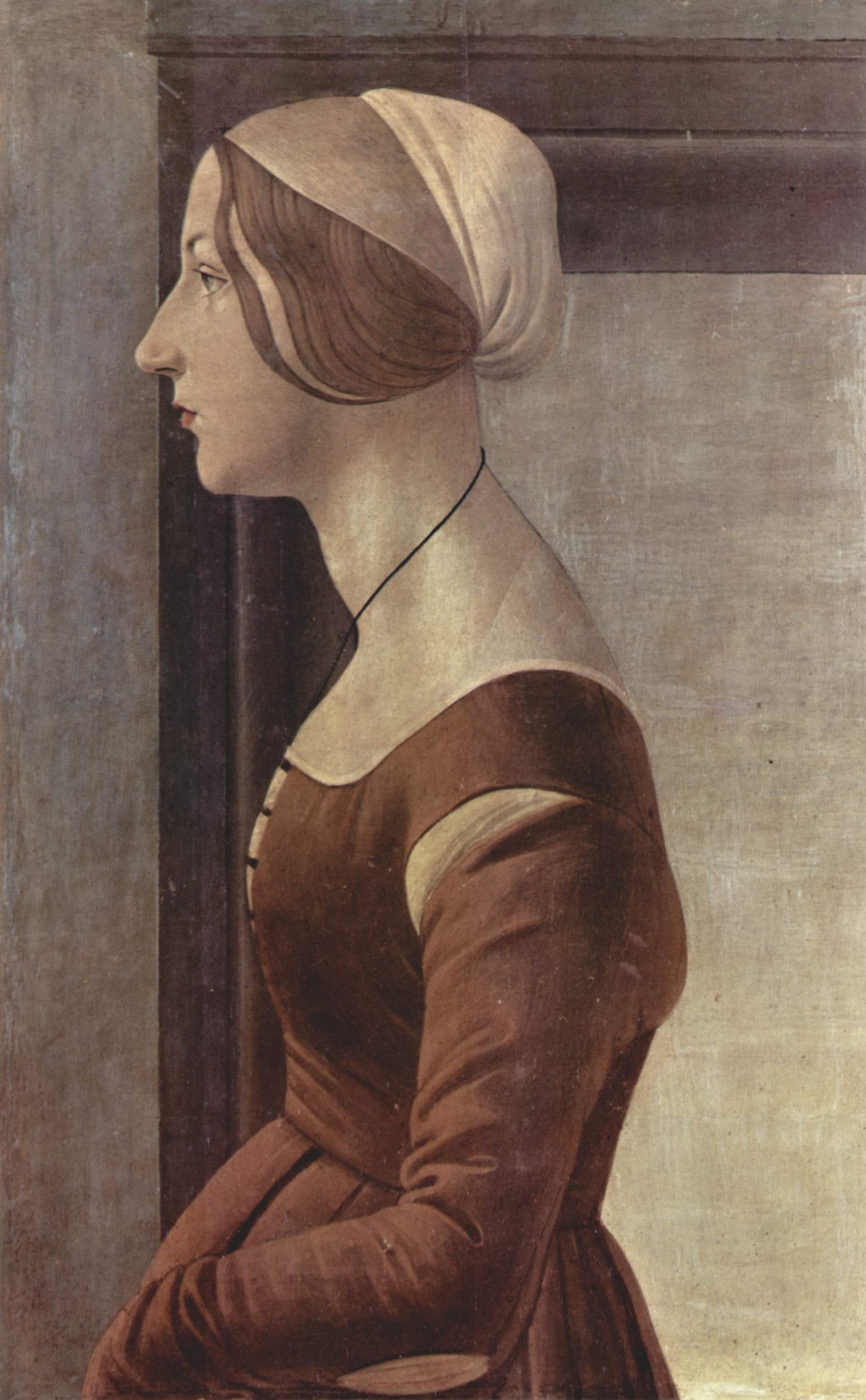
Sandro Botticelli, Ritratto di giovane donna, Firenze, Palazzo Pitti, 1475 ca.

A Lucrezia Tornabuoni si riferisce forse il Ritratto di giovane donna di Botticelli, conservato presso la Galleria Palatina di Firenze.

## Discendenza
| Nome                   | Nascita | Morte | Note |
| ---------------------- | ------- | ----- | --- |
| Bianca                 | 1445    | 1505  | Sposò Guglielmo de' Pazzi ed ebbe sedici figli.                                                                               |
| Lucrezia "Nannina"     | 1448    | 1493  | Sposò Bernardo Rucellai ed ebbe cinque figli.                                                                                 |
| Lorenzo "il Magnifico" | 1449    | 1492  | Signore di Firenze, sposò Clarice Orsini ed ebbe dieci figli.                                                                 |
| Giuliano               | 1453    | 1478  | Assassinato durante la Congiura dei Pazzi. Ebbe un figlio illegittimo con Fioretta Gorini, il quale divenne Papa Clemente VII |
| Maria                  | 1455    | 1479  | Sposò Leonetto de' Rossi e fu madre del cardinale Luigi de' Rossi.                                                            |
| Figlio                 |         |       | Di nome e data di nascita ignoti, morì infante                                                                                |
| Figlio                 |         |       | Di nome e data di nascita ignoti, morì infante                                                                                |